# Manuel Márquez Sterling
Carlos Manuel Agustin Márquez Sterling y Loret de Mola (Lima, 28 de agosto de 1872 — Washington, DC, 9 de dezembro de 1934) foi um jornalista, escritor, jogador de xadrez, diplomata e político cubano, sendo presidente de Cuba por algumas horas em 18 de janeiro de 1934.
Foi embaixador de Cuba no México e depois nos Estados Unidos. Foi casado com sua prima, Mercedes Márquez Sterling y Ziburo. Seu sobrinho foi Carlos Márquez Sterling.
Durante a ditadura de Gerardo Machado se opôs energicamente contra a mesma e, mais tarde, quando o presidente Carlos Hevia foi forçado por Fulgencio Batista a renunciar, um vácuo de poder foi instalado no palácio, e para evitá-lo Marquez Sterling, que fora secretário de Estado, aceitou a presidência das seis da manhã até ao meio-dia, que trouxe ao poder Carlos Mendieta.